# 인천동부초등학교
인천동부초등학교는 대한민국 인천광역시 남동구에 있는 공립 초등학교이다.

## 학교 연혁
- 1980년 7월 7일 : 개교
- 2011년 3월 1일 : 시지정 YP시범학교 선정
- 2013년 3월 1일 : 인천광역시 '효'체험 중심학교 선정

## 참고 자료
- 인천동부초등학교 - 한국교육학술정보원 학교알리미